# دانشگاه نویمان
دانشگاه نویمان یک کالج خصوصی هنرهای لیبرال کاتولیک رومی در استون، پنسیلوانیا است.
ریشه‌های دانشگاه نویمان در سال ۱۸۵۵ زمانی آغاز شد که اسقف (بعدها سنت) جان نویمان درخواست آنا ماریا بول باخمن را برای راه‌اندازی یک جامعه مذهبی خواهران فرانسیسکن در فیلادلفیا، پنسیلوانیا تأیید کرد.